# Grandmaster Flowers
Grandmaster Flowers, né Jonathon Cameron Flowers le 13 février 1954 à New York, est un disc jokey américain du quartier de Brooklyn. L'un des premiers DJ à mixer des disques en séquence, Flowers est également l'un des pionniers du style disco. Il est impliqué dans la scène hip hop et funk et a une « influence formatrice » sur les DJ au milieu des années 1970 tels que Grandmaster Flash et Afrika Bambaataa. Bien que respecté par ceux qu'il a influencés, Flowers lui-même n'atteint jamais les sommets de ses successeurs.
Alors qu'il voit sa carrière s'estomper à la fin des années 1970, en partie à cause de la concurrence des jeunes DJ prometteurs, Flowers lutte contre une dépendance à la drogue.
Au moment de sa mort en 1992, Grandmaster Flowers est sans-abri et toxicomane.